# Patryk Pałasz
Patryk Pałasz, né le 12 février 1984 est un escrimeur polonais, pratiquant le sabre.

## Palmarès

### Championnats d'Europe
- 2005 à Zalaegerszeg, Hongrie
  -  Médaille d'argent en sabre par équipes

### Championnats de Pologne
- en 2006 et 2007:
  -  Champion de Pologne de sabre